# 西口直人
西口 直人（にしぐち なおと、1996年11月14日 - ）は、大阪府八尾市出身のプロ野球選手（投手）。右投右打。東北楽天ゴールデンイーグルス所属。

## 経歴

### プロ入り前
小学2年生から野球を始め、八尾市の強豪少年野球チームである八尾ドラゴンズに所属。4年時から投手に転向。中学時代はヤングリーグ、八尾柏原Twinsで野球をする。
山本高等学校時代は3年時の夏の大阪府大会では大会前に右手中指爪を痛めた影響で、10三振を奪うも2被弾など11安打、7失点と打ち込まれ初戦敗退。
高校卒業後は、甲賀健康医療専門学校に進学し、社会人野球チームとして活動している硬式野球部に入部した。
2016年10月20日に行われたプロ野球ドラフト会議では、東北楽天ゴールデンイーグルスから10位指名を受け、11月4日に契約金2500万円、年俸600万円（金額は推定）で契約した。背番号は62。全12球団の支配下指名87人中、最後に指名された選手であった。

### 楽天時代
プロ入り後は股関節の硬さもあって故障が多く、ルーキーイヤーの2017年は二軍で5試合の登板、2018年も二軍で7試合の登板にとどまったが、同年9月30日のオリックス・バファローズ戦でプロ初登板初先発。7回まで2安打無失点と完封ペースでアウトを重ねたが、8回二死三塁から宗佑磨に同点2ランを打たれマウンドを降りた。7回2/3を2失点と好投したもののプロ初勝利を手にすることはできなかった。
2019年も故障に悩まされて一軍登板はなく、二軍でも3試合の登板にとどまった。
2020年も一軍登板はなかった。二軍では14試合に先発し、3勝2敗・防御率3.72の成績を残した。11月7日に福岡ソフトバンクホークスとの間で行われたファーム日本選手権にも先発し、6回3失点の好投で勝利投手になった。
2021年は4月3日に中継ぎとして3年ぶりに一軍昇格を果たし、ロングリリーフやビハインドの場面で起用された。6月26日のソフトバンク戦で先発の高田孝一が初回に1点を失い、尚も二死三塁の場面で真砂勇介に頭部死球を与え危険球退場となり緊急登板。4回1/3を投げて1失点と好投すると味方の援護もありプロ初勝利を挙げた。その後も与えられた場面で結果を残し、ロングリリーフで5勝を記録し首脳陣からの信頼を得ると、守護神松井裕樹の離脱もあって僅差の試合終盤を任されるようになり、9月23日の埼玉西武ライオンズ戦でプロ初ホールドを記録した。この年は様々な役割を担いながら33試合（1先発）の登板で5勝2敗3ホールド・防御率3.28を記録し、オフに1270万円増となる推定年俸1800万円で契約を更改した。
2022年は中継ぎとして自身初の開幕一軍入りを果たし、3試合に登板して無失点、1勝1ホールドを記録していたものの、4月1日に新型コロナウイルス陽性判定を受け、翌2日に「特例2022」により登録抹消。4月16日に一軍へ復帰したが、本来の投球からは程遠い状態で防御率5.63と振るわず、5月9日に出場選手登録を抹消された。ただ、同20日に一軍へ再昇格すると、6月28日のオリックス戦では前年の本塁打王であった杉本裕太郎からストレートのみで3球三振を奪うなど、ストレートの球速が常時150km/hを超えるほどにスケールアップし、加えてフォークの投球割合を増やしたことで安定した投球を披露。7月に入って宋家豪と安樂智大が登録抹消されると、セットアッパーとして起用されるようになり、シーズン終了までその役割を全うした。この年はリーグ最多タイの61試合に登板して同3位タイの30ホールド、4勝0敗・防御率2.26と好成績を収めた。オフに2400万円増となる推定年俸4200万円で契約を更改した。
2023年は2月の春季キャンプ中から右肘に違和感を覚え、投げ込みの量を制限し、オープン戦では登板間隔を大きく空けるなど、スロー調整が続いた。開幕を一軍で迎えるも、痛みを抱えたまま投げ続けており、セットアッパーを任されていたが、ここぞの場面で失点・黒星を重ね、開幕から9登板で3敗を喫した。その後はホールド機会が減少し、6月5日には出場選手登録を抹消された。6月18日に再登録されるも、同21日に登録抹消となり、9月中旬にはトミー・ジョン手術を受け、この年は26試合の登板で0勝4敗7ホールド・防御率4.66という成績であった。手術からの復帰に約1年を要することから、10月11日に戦力外通告を受けたが、11月18日に育成選手契約を締結。推定年俸は3200万円、背番号は062となった。
2024年はシーズンのほとんどをリハビリに費やした。9月27日のウエスタン・リーグの西武戦で約1年1か月ぶりに実戦登板を果たした。
2025年2月16日に行われた北海道日本ハムファイターズとの練習試合で2回2安打無失点、2奪三振と好投し、翌2月17日に支配下選手契約を結んだ。背番号は62。そのまま開幕一軍入りを果たし、4月8日の日本ハム戦で677日ぶりの本拠地登板を果たす。5月13日のロッテ戦では9回を三者凡退に抑えると、その裏でチームがサヨナラ勝ちしたため、1003日ぶりに勝利投手となった。なお、ここまでで11試合連続無失点を記録するなど好調であった。

## 選手としての特徴
ストレートは浮き上がるように感じ、アマチュア時代では最速149km/h、プロ入り後は最速156km/hを計測している。変化球はスライダー、フォーク、チェンジアップ、カーブ、カットボールなどを操る。
忍者で有名な甲賀市にある専門学校で野球をしていたことから武器であるストレートとカーブにそれぞれ「くないストレート」、「手裏剣カーブ」と名付けている。
スライダーは柳裕也、フォークは福井優也、チェンジアップは金子千尋から教わっている。

## 人物
愛称は「にし」、「ぐち」、「ニンニン」。
2021年12月12日にニコニコ生放送で放送された「プロ野球×将棋特番2021」に出演。「第2回プロ野球最強将棋王決定戦」に初出場ながら1回戦で山川穂高、準決勝で安田尚憲に勝利し決勝まで勝ち進んだものの、前年のプロ野球最強将棋王決定戦で優勝し「球王」の称号を保持している平田良介に敗れ準優勝。

## 詳細情報

### 年度別投手成績
| 年 度     | 球 団     | 登 板 | 先 発 | 完 投 | 完 封 | 無 四 球 | 勝 利 | 敗 戦 | セ 丨 ブ | ホ 丨 ル ド | 勝 率 | 打 者 | 投 球 回 | 被 安 打 | 被 本 塁 打 | 与 四 球 | 敬 遠 | 与 死 球 | 奪 三 振 | 暴 投 | ボ 丨 ク | 失 点 | 自 責 点 | 防 御 率 | W H I P |
| --------- | --------- | ----- | ----- | ----- | ----- | -------- | ----- | ----- | -------- | ----------- | ----- | ----- | -------- | -------- | ----------- | -------- | ----- | -------- | -------- | ----- | -------- | ----- | -------- | -------- | ------- |
| 2018      | 楽天      | 1     | 1     | 0     | 0     | 0        | 0     | 0     | 0        | 0           | ----  | 29    | 7.2      | 5        | 1           | 1        | 0     | 0        | 3        | 0     | 0        | 2     | 2        | 2.35     | 0.78    |
| 2021      | 楽天      | 33    | 1     | 0     | 0     | 0        | 5     | 2     | 0        | 3           | .714  | 239   | 57.2     | 46       | 7           | 23       | 2     | 2        | 55       | 1     | 0        | 23    | 21       | 3.28     | 1.20    |
| 2022      | 楽天      | 61    | 0     | 0     | 0     | 0        | 4     | 0     | 0        | 30          | 1.000 | 233   | 55.2     | 39       | 2           | 26       | 2     | 2        | 59       | 1     | 0        | 16    | 14       | 2.26     | 1.17    |
| 2023      | 楽天      | 26    | 0     | 0     | 0     | 0        | 0     | 4     | 0        | 7           | .000  | 109   | 23.2     | 32       | 4           | 9        | 0     | 0        | 18       | 1     | 0        | 14    | 12       | 4.56     | 1.73    |
| 通算：4年 | 通算：4年 | 121   | 2     | 0     | 0     | 0        | 9     | 6     | 0        | 40          | .600  | 610   | 144.2    | 122      | 14          | 59       | 4     | 4        | 135      | 3     | 0        | 55    | 49       | 3.05     | 1.25    |

- 2023年度シーズン終了時

### 年度別守備成績
| 年 度 | 球 団 | 投手  | 投手  | 投手  | 投手  | 投手  | 投手     |
| 年 度 | 球 団 | 試 合 | 刺 殺 | 補 殺 | 失 策 | 併 殺 | 守 備 率 |
| ----- | ----- | ----- | ----- | ----- | ----- | ----- | -------- |
| 2018  | 楽天  | 1     | 0     | 1     | 0     | 0     | 1.000    |
| 2021  | 楽天  | 33    | 0     | 4     | 1     | 0     | .800     |
| 2022  | 楽天  | 61    | 0     | 6     | 0     | 0     | 1.000    |
| 2023  | 楽天  | 26    | 0     | 6     | 0     | 0     | 1.000    |
| 通算  | 通算  | 121   | 0     | 17    | 1     | 0     | .944     |

- 2023年度シーズン終了時

### 記録
初記録
- 初登板・初先発登板：2018年9月30日、対オリックス・バファローズ24回戦（楽天生命パーク宮城）、7回2/3を2失点
- 初奪三振：同上、4回表にT-岡田から空振り三振
- 初勝利：2021年6月26日、対福岡ソフトバンクホークス10回戦（楽天生命パーク宮城）、1回表に2番手で救援登板、4回2/3を1失点
- 初ホールド：2021年9月23日、対埼玉西武ライオンズ20回戦（メットライフドーム）、7回裏に3番手で救援登板、1回無失点
- 初セーブ：2025年8月19日、対千葉ロッテマリーンズ17回戦（ZOZOマリンスタジアム）、10回裏に7番手で救援登板、1回無失点

その他の記録
- 開幕から26試合連続無失点：2025年※東北楽天球団記録、歴代6位タイ[61]

### 背番号
- 62（2017年[6] - 2023年、2025年2月17日[51] - ）
- 062（2024年[48] - 2025年2月16日）